# Ebionité
Ebionité jsou podle spisů církevních otců takoví křesťané, kteří dodržují židovské zvyky, z větší části odmítají pojetí Ježíše Krista jako narozeného z panny a vnímají ho jako obyčejného člověka. Starověkými autory byli považováni za heretiky, což značně komplikuje rekonstrukci historických dat, vzhledem k polemické povaze spisů těchto autorů.

## Název
Pojem ebionité (hebrejsky אֶבְיוֹנִים‎, evjonim, řecky Εβιωναίοι, latinsky ebionaei, ebionitae, hebionitae) je odvozen z hebrejského evjon (אֶבְיוֹן), což znamená „chudý“. Tento pohled zastával především Órigenés, který si však pojem vykládal jako „chudý v porozumění“. Tertullianus ve svém díle odvozoval původ názvu od Ebiona, fiktivního vůdce tohoto hnutí. Ačkoliv se pojem evjon vyskytuje relativně hojně jak v Hebrejské bibli, tak v jiných textech judaismu, není možné jej s jistotou spojovat s konkrétním náboženským hnutím, vzhledem k tradici zvláštního vztahu chudých k Bohu v judaismu.

## Vznik a působení
Epifanios ze Salaminy datuje počátky hnutí ebionitů do období po pádu Jeruzaléma, do města jménem Pella v biblickém Desetiměstí, kam podle něj tehdy směřovala většina křesťanstva. Na jiném místě uvádí jako zdroje šíření učení ebionitů místa jako Nabatea, Banias, Moabitis, Cocabe a také Kypr. Epifanios pravděpodobně založil své tvrzení o Pelle na základě Eusebiova díla Církevní dějiny, kde však ebionité v tomto kontextu zmíněni nejsou. Eusebius však ve svém díle explicitně uvádí místo, kde ebionité žili, a tím má být vesnice Choba poblíž Damašku. Někteří badatelé toto místo spojují s již zmíněným Cocabe.

## Religiozita
Ebionité, jakožto židokřesťanské hnutí, byli monoteisté. Jejich christologie byla pro Ireneje z Lyonu hlavním důvodem pro jejich zařazení mezi hereze. 
 Ve svém díle Proti herezím píše, „že ebionité souhlasí s tím, že svět byl stvořen Bohem, avšak jejich názory týkající se Pána jsou obdobné, jako názory Kérintha a Karpokrata.“ O Kérinthovi píše: „Představoval Ježíše nikoliv jako narozeného z panny, ale jako syna Josefa a Marie, ... který však byl spravedlivější, prozíravější a moudřejší než ostatní lidé. Mimo to k němu po jeho křtu sestoupil Kristus ve formě holubice od Pána Nejvyššího, kterého poté prohlásil za svého nepoznaného otce a vykonával zázraky. Ale Kristus nakonec Ježíše opustil, a poté Ježíš trpěl a znovu povstal, kdežto Kristus zůstal bez utrpení, neboť byl duchovní bytost.“

Eusebius uvádí, že „ho (Krista) považovali za obyčejného člověka, který byl ospravedlněn jen díky své mimořádné ctnosti a který byl plodem pohlavního styku muže a Marie“.

Órigenés píše o ebionitech jako o těch, „kteří s námi buď souhlasí v tom, že Ježíš byl zrozen z panny, nebo to popírají, a tvrdí, že byl počat jako ostatní lidské bytosti.“